# Liste von Schiffstypen
Schiffstypen werden unterteilt nach:
- Größe: Boote und Schiffe
- Bauweise: Vollrumpf, Spanten beplankt, Formguss, laminiert oder Großplattenbauweise
- Baumaterial: Holz, Stahl, Beton, Kunststoff (meist GFK, glasfaserverstärkter Kunststoff), Verbundwerkstoff
- Antriebsart: Ruder, Segel, Dampfmaschine, Dampfturbine, Gasturbine, Dieselmotor, Atomreaktor, Flussströmung –längs und quer (Rollfähre), Treideln, Lenkdrachen (Zusatzantrieb), Treibanker
- Vortriebsmechanik: Schaufelrad, Schiffsschraube auch als drehbare Gondel, Voith-Schneider-Propeller, Jet auch als Bugstrahlruder, Flosse, Kette
- Verwendungszweck: Fracht-, Passagier-, Kriegs-, Arbeitsschiffe, Sport- und Freizeitboote
- Takelung: (nur bei Segelschiffen, mit mannigfaltigen Typen – vergl. unten)

Ein Überblick über die einzelnen Typen ist in folgender Tabelle gegeben:

## Bootstypen
- After
- Argenboot
- Auslegerkanu
- Barke
- Barkasse
- Canadier
- Dalca
- Einbaum
- Falmouth Quay-punt
- Faltboot
- Flachboot
- Gig
- Gondel
- Hausboot
- Jolle
- Jollenkreuzer

- Kanu
- Kajak
- Kahn
- Katamaran
- Keelboat
- Kutter
- Leichter
- Sampan
- Motorboot
- Narrowboat
- Nachen
- Pénichette
- Pinasse
- Piroge
- Plätte

- Portland Lerret
- Prahm
- Rettungsboot
- Ruderboot
- Ruderschiff
- Schlauchboot
- Schute
- Stocherkahn
- Weidling
- Yacht
- Zille

## Ruderschiffe
- Galeere
  - Bireme (auch: Diere, Zweiruderer)
  - Dromone
  - Fusta
  - Galeasse
  - Galeote
  - Liburne
  - Pamphile
  - Quadrireme (auch: Tetrere, Vierruderer)
  - Quinquereme (auch: Pentere, Fünfruderer)
  - Triere (auch: Trireme, Dreiruderer)
  - Uxel
- Langschiff
  - griechisches Langschiff
  - Wikingerlangschiff

## Segelschiffe
- Aghaba
- Ägyptische Markab
- Baltimoreklipper
- Balinger
- Bark
- Barkentine
- Bilancella
- Blandina
- Bojer
- Bombarde
- Bovo
- Brazzera
- Brigantine
- Brigg
- Büse (Buis, Beus)
- Chatte
- Dahabieh
- Dorna
- Dingi
- Dhau
- Dschunke
- Dungiyah
- Ewer
- Feluke
- Fleute
- Fregatte
- Fusta
- Gaffelschoner
- Galeasse (Handelsschiffstyp)
- Galeasse (Militärschiffstyp)
- Galeere
- Galeone
- Galiot
- Galway Hooker

- Holk
- Huker (Hoeker)
- Karacke
- Karavelle
- Katamaran
- Ketsch
- Klipper
- Kogge
- Korvette
- Kotia
- Kraier
- Kraweel
- Kuff
- Kutter
- Lädine
- Laoutelle
- Linienschiff
- Logger
- Lorcha
- Muleta
- Nao
- Nef
- Paranzella
- Pinasse
- Pinassschiff
- Pinisi
- Pinke
- Piroge
- Plattbodenschiff
- Polacker
- Prahm
- Proa

- Rahschoner
- Sampan
- Schatzschiff
- Schaluppe
- Schebecke
- Schmack
- Schnau
- Schnigge
- Schokker
- Schoner
- Schonerbrigg
- Schute
- Slup (Sloop) hoch-/gaffelgetakelt
- Struse
- Tartane
- Tjalk
- Toppsegelschoner
- Trabakel
- Trimaran
- Türkische Kajik
- Usciere
- Vollschiff
- Windjammer
- Yawl
- Zeesenboot
- Zomp

## Dampfschiffe
- Raddampfer bzw. Schaufelraddampfer
- Turbinenschiff
- Dampfboot

## Fischereischiffe
- Fabrikschiff
- Garnsicken (historisch)
- Krabbenkutter
- Lomme (historisch)
- Paranzella (historisch)
- Quase (historisch)
- Quatze (historisch)
- Schokker (historisch)
- Sicken (historisch)
- Tweismaker (historisch)
- Trawler

## Fahrgastschiffe
- Fähre
- Kombischiff
- Kreuzfahrtschiff
- RoPax-Schiff
- Passagierschiff
- Seebäderschiff

## Moderne Kriegsschiffe

### Boote
- Flugkörperschnellboote
- Geleitboote
- Kanonenboote
- Luftkissenboote
- Patrouillenboote (PB)
- Schnellboote (P)
- Torpedoboote
- Vorpostenboote

### U-Boote
- Atom-U-Boote (SSN)
- Ballistische U-Boote (SSBN)
- Jagd-U-Boote (SSN)
- U-Boot-Klasse X
- U-Kreuzer

### Minenfahrzeuge
- Minenabwehrfahrzeuge
- Minenjagdboote
- Minenkreuzer
- Minenleger (ML)
- Minenräumboote (MSW)
- Minensuchboote
- Sperrbrecher

### Kampfschiffe
- Fregatten
- Korvetten
- Linienschiffe
- Schwimmende Batterien

### Kreuzer
- Aufklärungskreuzer (CS)
- Auslandskreuzer
- Dynamitkanonenkreuzer
- Flakkreuzer (CLAA)
- Flottenkreuzer
- Geschützter Kreuzer
- Großer Kreuzer (CB)
- Hilfskreuzer
- Kleiner Kreuzer
- Kolonialkreuzer
- Leichter Kreuzer (CL)
- Lenkwaffenkreuzer
- Luftabwehrkreuzer (CLAA)
- Minenkreuzer
- Panzerkreuzer (CA)
- Schwerer Kreuzer (CA)
- Torpedokreuzer
- Ungeschützter Kreuzer

### Panzer- und Großkampfschiffe
- Küstenpanzerschiffe
- Monitore
- Panzerschiffe (Ironclad)
- Schlachtkreuzer (BC)
- Schlachtschiffe (BB)

### Träger
- Flottenflugzeugträger
- Amphibisches Angriffsschiff
- Flugdeckkreuzer
- Geleitflugzeugträger (CVE / RE)
- Hubschrauberträger (RH)
- Leichter Flugzeugträger (CVL / RL)
- Drohnenträger (Konzeptbezeichnung UXV)

### Zerstörer
- Geleitzerstörer (DE)
- Großzerstörer
- Zerstörer (DD)
  - Lenkwaffenzerstörer (DDG)
  - Zerstörer mit Hubschrauber (DDH)

### Hilfsschiffe
- Aviso
- Aufklärungsschiffe
- Flottendienstboote
- Flugzeugmutterschiffe
- Bergungsschiffe
- Hospitalschiffe (AH)
- Nachtjagdleitschiffe (alt)
- Netzleger (AN)
- Räumbootbegleitschiffe
- Schnellbootbegleitschiffe
- Truppentransporter (AP)
- U-Boot-Begleitschiffe
- Versorgungsschiffe (AK)
- Werkstattschiffe (AR)

### Landungsfahrzeuge
- Amphibisches Führungsschiffe (LCC)
- Amphibisches Angriffsschiff (LPH)
- Amphibischer Transporter (LPA / APA)
- Docklandungsschiffe (LSD)
- Fahrzeuglandungsschiffe (LSV)
- Landungsboote (LCI/LCT/LCU)
- Landungsunterstützungsschiffe (LSSL/LSM-R)

## Spezialschiffe/Arbeitsschiffe
- Baggerschiff
- Bilgenentöler
- Bunkerschiff
- Eisbrecher
- Errichterschiff
- Festmacherboot
- Feuerwehrschiff
- Feuerschiff
- Fischereischutzschiff
- Forschungsschiff
- Forschungs-U-Boot
- Gleitflächenboot
- Halbtaucher
- Heizboot
- Hongkong Derrick Barge
- Kabelleger
- Klappschiff
- Lotsenboot
- Ponton
- Rohrleger
- Saugbagger
- Schlepper
- Schubboot
- Schwimmende Bauten
- Seenotrettungskreuzer
- Swath-Schiff
- Tauchboot

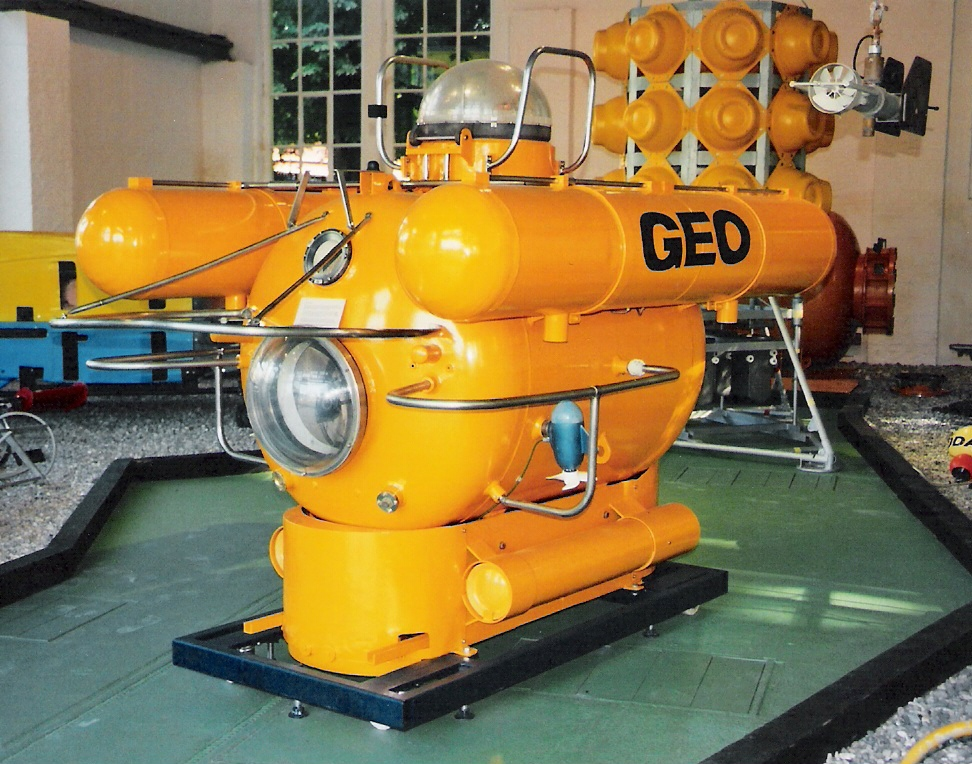
Forschungs-U-Boot Geo im Nautineum Dänholm

- Tauchglockenschiff, siehe Carl Straat
- Tonnenleger
- Tragflügelboot
- Wohnschiff
- Zollboot
- Zollkreuzer